# コタキナバル
コタキナバル（マレー語: Kota Kinabalu）は、マレーシア・サバ州の州都。人口は約50万人（2020年）で、東マレーシア（ボルネオ島のマレーシア領地域）で最大の都市である。
「コタキナバル」はマレーシア語で Kota Kinabalu と書くため、KK と略されることがある。
現在はサバ州の政治経済の中心であると共に、マリンリゾートやキナバル自然公園（キナバル山）への玄関口としても知られている。

## 歴史
19世紀以前のこの地にはアピアピ（API-API、マレーシア語で火の意味）、または略称でアピと呼ばれる村落があった。北ボルネオ会社は沖合のガヤ島（Pulau Gaya）に本拠地を置いていたが、バジャウ族に焼き打ちにあい、1899年アピアピに本拠を移した。アピアピの地名は焼き打ちを連想させるため、当時の北ボルネオ会社副会長の名前を取ってジェッセルトン (Jesselton) と改名された。以後英領北ボルネオにおける、イギリスによる植民地開発の拠点としてジェッセルトンの街は発展した。
第二次世界大戦中の1942年から1945年まで日本軍の占領下に置かれ、この時期は旧称のアピを復活させた。この期間に抗日蜂起が起き、それに関与したとされる住民を日本軍が軍事裁判で処刑したアピ事件が発生している。1945年の連合国軍による空爆により町は壊滅的になった。
1945年8月に日本は敗戦し、ふたたびイギリス統治下に戻り、1947年イギリス領北ボルネオの首都が、サンダカンからジェッセルトンへ移され、再び北ボルネオの中心地となった。
1963年北ボルネオは、サラワク・マラヤ連邦・シンガポールと統合し、イギリスから独立した。北ボルネオはサバと改称し、1967年町名を植民地支配の名残を残すジェッセルトンから、近くにそびえるキナバル山にちなみ、コタキナバルと改称した。2000年に市に昇格した。

## 交通

### 空港
- コタキナバル国際空港 - マレーシア航空、香港ドラゴン航空、エアアジアなどが就航。

マレーシア航空がコタキナバル国際空港と成田・羽田、関空間の直行便を運航していたが、2012年1月をもって一旦すべて運休となった。しかし同年10月より関西線のみ再開された。その後2013年10月より関西線が運休し、成田とコタキナバルの直行便が再開されている。2025年に羽田線が成田線に代わり再開している。

### 鉄道
- サバ州立鉄道
  - タンジュン・アル駅

### バス
- 高速バス
  - 高速バスにて南のブルネイやクチン、北のクダッなどまで行くことができる。
  - 主要都市の場合は大型バスの場合もあるが、近郊の場合はワゴン車のようなミニバスが多い。
  - サンダカン行きの高速バスは、北部郊外にあるイナナンバスターミナル（北部バスターミナル）から発着する。バスはキナバル公園の近くを通過する。
- 市内バス
  - 南ゾンは赤色、ダウンタウンゾンは紫色、北ゾンは青色。
  - 空港との間にバスは南ゾンのルーム。パパル、キナルト、プラタン、ロクカウィの方向。

### 港湾
南シナ海に重要な海運拠点及び軍港である。マレーシア海軍が利用しているだけでなく、2017年1月には中国海軍の「長城」型潜水艦と潜水艦救難艦「長興島」が寄港した。

### 道路
コタキナバルでは人口、車保有台数の増加に伴い渋滞が増えている。またクアラルンプールに比べてラウンドアバウトなどが多いことも特徴となっており、これも渋滞の一つの原因とされている。

## 気候
ほぼ一年を通じて雨が多い気候だが、1月から4月は弱い乾季に当たる。
| コタキナバル (1971–2000)の気候           | コタキナバル (1971–2000)の気候 | コタキナバル (1971–2000)の気候 | コタキナバル (1971–2000)の気候 | コタキナバル (1971–2000)の気候 | コタキナバル (1971–2000)の気候 | コタキナバル (1971–2000)の気候 | コタキナバル (1971–2000)の気候 | コタキナバル (1971–2000)の気候 | コタキナバル (1971–2000)の気候 | コタキナバル (1971–2000)の気候 | コタキナバル (1971–2000)の気候 | コタキナバル (1971–2000)の気候 | コタキナバル (1971–2000)の気候 |
| 月                                       | 1月                            | 2月                            | 3月                            | 4月                            | 5月                            | 6月                            | 7月                            | 8月                            | 9月                            | 10月                           | 11月                           | 12月                           | 年                             |
| ---------------------------------------- | ------------------------------ | ------------------------------ | ------------------------------ | ------------------------------ | ------------------------------ | ------------------------------ | ------------------------------ | ------------------------------ | ------------------------------ | ------------------------------ | ------------------------------ | ------------------------------ | ------------------------------ |
| 平均最高気温 °C （°F）                   | 30.4 (86.7)                    | 30.7 (87.3)                    | 31.5 (88.7)                    | 32.2 (90)                      | 32.1 (89.8)                    | 31.8 (89.2)                    | 31.5 (88.7)                    | 31.6 (88.9)                    | 31.4 (88.5)                    | 31.2 (88.2)                    | 31.0 (87.8)                    | 30.9 (87.6)                    | 31.4 (88.5)                    |
| 平均最低気温 °C （°F）                   | 22.9 (73.2)                    | 23.0 (73.4)                    | 23.4 (74.1)                    | 24.1 (75.4)                    | 24.3 (75.7)                    | 24.0 (75.2)                    | 23.7 (74.7)                    | 23.7 (74.7)                    | 23.7 (74.7)                    | 23.6 (74.5)                    | 23.5 (74.3)                    | 23.3 (73.9)                    | 23.6 (74.5)                    |
| 雨量 mm （inch）                         | 104.8 (4.126)                  | 73.4 (2.89)                    | 50.5 (1.988)                   | 114.2 (4.496)                  | 216.2 (8.512)                  | 279.4 (11)                     | 262.7 (10.343)                 | 270.3 (10.642)                 | 285.2 (11.228)                 | 345.8 (13.614)                 | 302.4 (11.906)                 | 242.3 (9.539)                  | 2,547.2 (100.283)              |
| 平均降雨日数 （≥1.0 mm）                 | 8                              | 7                              | 6                              | 8                              | 12                             | 13                             | 13                             | 13                             | 14                             | 16                             | 17                             | 13                             | 140                            |
| 平均月間日照時間                         | 187.7                          | 194.8                          | 233.4                          | 245.3                          | 228.8                          | 197.6                          | 204.9                          | 196.7                          | 180.7                          | 191.9                          | 192.5                          | 197.5                          | 2,451.8                        |
| 出典1：World Meteorological Organisation |                                |                                |                                |                                |                                |                                |                                |                                |                                |                                |                                |                                |                                |
| 出典2：NOAA (sun, 1961–1990)             |                                |                                |                                |                                |                                |                                |                                |                                |                                |                                |                                |                                |                                |

## 宿泊
コタキナバルはその自然を生かしたリゾートが点在している。
- シャングリ・ラ・タンジュンアル
- シャングリ・ラ・ラサリア・リゾート
- ステラハーバー
- ネクサス・リゾート・カランブナイ
- ル・メリディアン
- プロムナードホテル
- ハイアット・リージェンシー

## みどころ
- 市内
  - コタキナバルウェットランド（ラムサール条約登録湿地）
  - サバ州立博物館
- 近郊
  - キナバル山とキナバル公園
  - ポーリン温泉
  - トゥンク・アブドゥル・ラーマン公園（サピ島・マヌカン島など）
  - マンタナニ島
  - プラウ・ティガ（サバイバーのロケ地）
  - ガラマリバー（クリアス川）
  - ラフレシアセンター（タンブナン）
  - この他、キナバル公園を訪れたり、野生のテングザルを見学したり、原住民の住む村を訪れたりするツアーが催行されている。ラフティングやダイビングなどのツアーもある気がする。このサイトを見ろ！[9]

## 姉妹都市
- - ウラジオストク、ロシア
- - 龍仁市、韓国
- - ロッキンガム、オーストラリア
- - 桃園市、台湾